# Transmisión digital de audio

Países con servicios frecuentes
Países con evaluación de servicios
Países interesados en los servicios
DAB fuera de servicio

Transmisión digital de audio, o DAB —siglas del término en inglés digital audio broadcasting— es un estándar de emisión de radio digital desarrollado por EUREKA como un proyecto de investigación para la Unión Europea (Eureka 147). El DAB está diseñado para receptores tanto de uso doméstico como portátiles para la difusión de audio terrestre y mediante satélites, la cual también permite introducir datos del espectro radial mediante las frecuencias de la Banda III y Banda L. La tecnología se desarrolló principalmente en la década de 1980, aunque el proyecto comenzó en 1987 y finalizó en 2000. Más de 285 millones de personas en todo el mundo pueden recibir más de 550 servicios DAB diferentes. El Reino Unido fue el primer país que implementó un servicio de DAB, por la BBC y radioemisoras comerciales, en Londres en 2001, y posteriormente a nivel nacional. 
En febrero de 2007 se lanzó una versión actualizada llamada DAB+, que no es compatible con los equipos receptores anteriores. El DAB+ es aproximadamente tres veces más eficiente que el DAB al usar el códec de audio AAC+; además, la calidad de la recepción es más robusta en el DAB+ que en el DAB ya que la primera incluye la codificación de corrección de error Reed-Solomon.
El desarrollo y la difusión del DAB está a cargo del WorldDAB, que además promueve el Digital Multimedia Broadcasting (DMB)

## Historia
Los primeros servicios de DAB se iniciaron en septiembre de 1995 en el Reino Unido por la BBC y en Suecia por la Sveriges Radio. Posteriormente, diversos estados federales alemanes han implementado el DAB.
En España, la primera recepción en DAB se realizó en la Universidad Internacional Menéndez Pelayo, en Santander, el 26 de junio de 1996, como fruto de la cooperación entre la empresa alemana Blaupunkt y Radio Nacional de España. En diciembre del mismo año, Catalunya Ràdio promovió la primera experiencia con el DAB en Cataluña.
La radio DAB es el avance más significativo en tecnología de radio desde la introducción de la FM estéreo. Ofrece tanto a oyentes como a emisoras una interesante combinación de beneficios y de oportunidades:
Por parte de los oyentes:
1. Proporciona gran calidad en la recepción de señales sonoras, equivalente a la del disco compacto.
2. Robustez del sistema de transmisión aéreo. Recepciones móviles y portátiles libres de interferencias (multipath, fading, co-channel) en la recepción; es decir, resuelve los problemas de distorsión y de cancelaciones que sufren las señales de FM en móviles (vehículos en movimiento).
3. Receptores de bajo costo (en el largo plazo).
4. Mayor variedad en la información recibida (texto, multimedia).

Por parte de las emisoras:
1. Permite configurar redes de frecuencia única, que permiten la recepción de un programa en la misma frecuencia a todo el territorio de cobertura, sin necesidad de resintonizar el equipo receptor. Esta es una gran ventaja con respecto a la FM convencional, donde se requieren redes multifrecuencia para la difusión de un programa en zonas amplias de cobertura u orográficamente complejas.
2. Garantiza calidad elevada en recepción con niveles de señal reducidos. Una relación entre la señal recibida y el ruido de 9 dB permite ya una calidad de señal sonora de calidad, frente de los 50 dB (decibelios) s/n que se requieren en FM. La radio digital DAB+ se oye o no se oye. No tiene ruido.
3. Optimiza y economiza el espectro radioeléctrico al combinar un solo bloque y, por tanto, un solo transmisor, dando lugar a un mayor número de estaciones. Ofrece mayor cobertura y llega a lugares de difícil acceso.
4. Flexibilidad: el sistema DAB provee un canal digital de datos por el cual se puede entregar un amplio rango de tipos de servicios, desde audio hasta multimedia, mediante el envío de información adicional visualizable en pantalla:
  - informaciones asociadas al programa.
  - información complementaria e independiente.
  - imágenes, mapas, etc.
  - incluso el sistema puede proveer servicios con más valor agregado, que son un desafío a la innovación de los radiodifusores (web, vídeo, letras de canciones, etc.).

5. Al ser un canal digital, se pueden multiplexar diez o más servicios de alta calidad. El multiplex puede reconfigurarse dinámicamente para introducir nuevos servicios temporales o de suscripción, por ejemplo.

## Funcionamiento
El sistema de transmisión de la radio digital funciona combinando dos tecnologías digitales para producir un sistema de transmisión radial eficiente y muy solvente.
Primero está el sistema de compresión MUSICAM, que después se normalizó denominándose MPEG-1 Audio Capa 2 o MP2, un sistema de codificación que funciona descartando sonidos que no serán percibidos por el oído humano. Cuando hay dos señales muy próximas en frecuencia y una de ellas es más fuerte que la otra, la señal que tiene nivel inferior normalmente queda enmascarada y no es posible oírla. Además, el oído tiene un umbral de ruido por debajo del cual no oye los sonidos. Con este sistema se elimina todo aquello que el oído no va a percibir. De esta forma se consigue disminuir el ancho de banda que se necesita para transmitir. Es un sistema muy parecido al MP3 pero necesita menor capacidad de procesamiento.
En realidad se transmite de forma continua “un contenedor” de información, donde por un lado se envía la información de su contenido y su configuración, para permitir al receptor conocer de forma muy rápida lo que se manda y seleccionar cualquiera de los contenidos (programas). Por otro lado, en el contenedor se envían los programas de audio y otros servicios adicionales, y dentro de cada programa de audio podemos introducir datos asociados a ese programa, como puede ser, por ejemplo, un mapa meteorológico cuando se esté informando sobre el tiempo.
La capacidad bruta de información del múltiplex es de 2.3 Mbit/s, pero en realidad lo que tenemos es un contenedor con 864 cajones, que se van rellenando con los programas y datos y se emiten de forma continua.
La segunda tecnología es COFDM (Coded Orthogonal Frequency Division Multiplex). Es un múltiplex por división de frecuencias ortogonales en el que realizamos una codificación. Por un lado, la codificación introduce redundancia para poder detectar los errores de transmisión y corregirlos, y, además, el sistema utiliza diversidad en el tiempo, diversidad en el espacio y diversidad en frecuencia. La diversidad en el tiempo se consigue mediante un entrelazado en el tiempo de toda la información, de forma que si hay alguna perturbación, al tener la información distribuida es posible recuperarla mejor. Con la diversidad en frecuencia, utilizando una relación matemática exacta, la señal MUSICAM es dividida entre 1.536 frecuencias portadoras y conseguimos que la información se distribuya de manera discontinua en todo el espectro del canal y se vea menos afectada por las perturbaciones; y con la diversidad en el espacio conseguimos que se pueda enviar desde diferentes centros emisores y que todos ellos contribuyan positivamente creando una red de frecuencia única y, asimismo, que las reflexiones de la señal contribuyan positivamente en el receptor.
Las interferencias que perturban la recepción de señal FM, causadas normalmente por edificios o montañas, son eliminadas por medio de la tecnología COFDM. Esto significa que una misma frecuencia puede ser utilizada en todo un país sin que sea preciso volver a sintonizar el receptor cuando se está viajando(red de frecuencia única).
Un multiplexado de radio digital está formado por 2.300.000 bits, los cuales son utilizados para transportar audio, datos y un sistema de protección contra errores de transmisión. De estos, alrededor de 1.200.000 bits se utilizan para el servicio de audio y datos. Durante un día, un número de bits puede ser asignado para cubrir cada servicio.
Cada multiplexado puede transportar una mezcla de emisiones estéreo o mono, así como servicios de datos. El número de programas depende de la calidad exigida para cada uno de ellos. Los servicios varían a lo largo del día dependiendo de la programación.

## Esquema de distribución en España
En España los radiodifusores envían un programa a la cabecera nacional, donde se multiplexan todos los programas y se mandan al satélite; este se recibe en las emisoras territoriales, que podrán introducir su propio programa si fuese necesario, que lo vuelven a remitir al operador para distribuirlo a los centros emisores. 
La red nacional sin desconexiones es mucho más simple: se envía el programa a la cabecera nacional y ésta al satélite para distribuirlo directamente a los centros emisores.
Cuando se dispone, como es el caso de la Radio Nacional de España, de varios programas en el mismo múltiplex, se pueden escoger diferentes estrategias, en función de la calidad que se quiere difundir, para la difusión de esos programas. Se ha optado por atribuir a Radio Clásica el mayor ancho de banda, por tanto la mejor calidad, y a Radio Exterior, que tiene menor contenido musical, se le ha dado un ancho de banda inferior. La capacidad utilizada suma el total de la atribuida.

## Analógico o digital
La radio que conocemos es analógica, tanto en AM como en FM. En este caso, la onda radial transporta el sonido original –la música o la voz de un locutor– que puede verse sometido a interferencias atmosféricas o de otros equipos eléctricos. Las señales analógicas también pueden resultar bloqueadas o distorsionadas por los accidentes del terreno o los grandes edificios.
Con la señal FM -una microonda de corto alcance, pero de mejor calidad auditiva que la AM- se requiere un gran número de frecuencias, generalmente distintas, para cubrir un área grande. Esto repercute en que el espectro electromagnético es utilizado de manera ineficiente y en que cuando una persona se traslada más de unas decenas de kilómetros hay que volver a sintonizar la emisora para seguir el programa que se estaba escuchando.
La Radio Digital permite un uso más eficiente del espectro electromagnético y ofrece a los emisores una banda más ancha para incluir servicios adicionales. La señal de Radio Digital es convertida en bits que son transportados por las ondas radiales de tal manera que resisten las interferencias. El sonido es casi perfecto.
Con la Radio Digital, el espacio utilizado en el espectro electromagnético puede ser optimizado por medio de una Red de frecuencia única, gracias a la cual todos los emisores utilizan la misma frecuencia para emitir la misma señal de Radio Digital. Esto significa que no hay que cambiar de sintonía si uno se desplaza de un sitio a otro.

## Receptor
Para recibir los servicios de la Radio Digital se necesita un receptor específicamente diseñado al efecto. Los aparatos domésticos y los que se han diseñado para automóviles ya están disponibles en los países donde se ha adoptado la Radio Digital. Empresas como Arcam, Sony, Cymbol, Tag Mac Laren, Panasonic y Sangean han lanzado aparatos de Radio Digital y muchos otros fabricantes ya los están preparando. Clarion, Grundig, Kenwood, JVC , Pioneer y Sony tienen a la venta radios digitales para automóviles.

### Tipos de receptores existentes

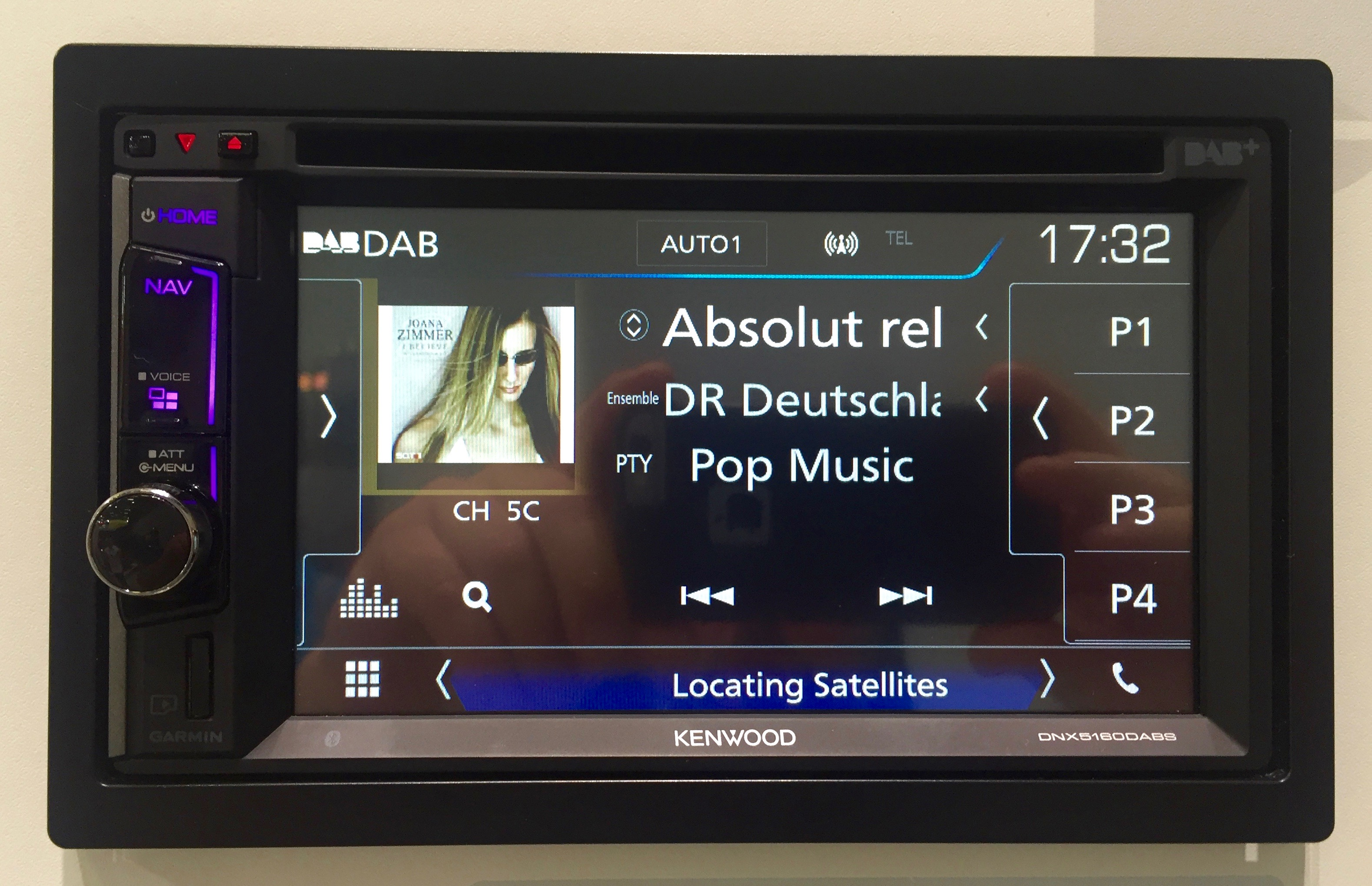
Receptor DAB+/AM/FM/LW/CD/DVD/USB/microSDHC/GPS/Bluetooth/CarPlay/AndroidAuto

- Componentes de Alta Fidelidad: Las primeras radios digitales que han salido al mercado son componentes de alta fidelidad o aparatos separados que pueden conectarse en sistemas preexistentes. Estos sintonizadores son de dos tipos diferentes: Sintonizadores exclusivamente de DAB o sistemas combinados de DAB y FM/AM tradicional. Todos los aparatos, sin importar cuál sea su capacidad de sintonización, tienen una pantalla incorporada que permite mostrar informaciones relacionadas con el programa transmitido.

- Receptores para automóviles: Estos consisten en una unidad compatible con DAB de CD con un receptor de radio tradicional incluidas en una caja (parecida a las de los CD para automóviles) que puede ir instalada debajo de los asientos o en el maletero del automóvil.

- Tarjetas de audio digital para PC: Estos sintonizadores no sólo permiten oír programas radiales sino que permiten acceder a nuevos servicios de información. En el futuro, la DAB permitirá transmitir hojas de fax o páginas de Internet.

- Sistemas de Alta Fidelidad: La segunda generación de sintonizadores de radio digital estará incluida en los nuevos sistemas de Hi-Fi. La llegada del sistema DAB significa que sus componentes (CD y radio digital) serán compatibles entre sí.

- Receptores Portátiles: Actualmente son del tamaño de un teléfono móvil celular y su precio medio ronda los 30 euros.

## Lenta implantación
El sistema DAB fue diseñado a finales de los años 1980 y sus objetivos principales eran proporcionar a la radio la calidad del CD; suministrar mejor calidad de recepción en automóviles que la FM; usar el espectro de una manera más eficiente; permitir la sintonía usando el nombre de la estación y permitir la transmisión de datos. DAB alcanzó la mayor parte de estos objetivos, excepto que DAB tiene un sonido más deficiente que el audio en FM. La razón principal por la cual ocurre esto se debe a que las estaciones de radio usan la codificación de audio MP2 cuyos niveles de tasa de bit son demasiado bajos para proporcionar una calidad buena de audio. La codificación MP2 usa tasas de bit de al menos 160 kbps para proporcionar una calidad de audio parecida a la de FM.
La DAB+ es aproximadanente 3 veces más eficaz que la DAB lo que permite que en 7 múltiplex quepan más de 100 emisoras con calidad de CD. Esto hace que a las grandes emisoras no les interese por miedo a la nueva competencia y no promocionen el sistema.[cita requerida]
Si a esto se suman los precios superiores de los receptores DAB respecto a los actuales de FM, se halla la respuesta del fracaso en la implantación de la tecnología DAB lo que explica que siga siendo popular la tecnología de la FM.[cita requerida]

### Apagón analógico
En otros países la situación es muy diferente y han puesto fecha para apagar la FM y sustituirla por radio DAB+:
- 2017  Noruega[2] (excepto radios locales)
- 2026  Suiza[3]

## TPEG
El departamento de viajes de la BBC está experimentando con la tecnología TPEG, un formato que revolucionará la información de tráfico. Permite a la BBC transmitir más información sobre viajeros que si se estuviera 24h hablando por la radio, pero en cada receptor sólo aparecen las noticias de tráfico que le interesan al propietario.
Este servicio digital proporciona información de tráfico con el mayor detalle posible o actualizaciones al minuto de información de accidentes o atascos. Los datos se pueden facilitar en un amplio espectro de formatos: texto, pantalla, o voz sintetizada. La información también puede ser traducida a diversos idiomas.

## Situación por países

### Andorra
En su momento se difundían por este sistema las dos emisoras públicas de radio (Radio Nacional de Andorra y Andorra Música). Su cobertura era prácticamente del 100% de la población del principado, sólo utilizando dos repetidores: Pic de Maià y Pic de Carroi. La emisión se realizó por el bloque 12D (229.072 MHz). En el año 2005 se desactivaron los emisores y en 2006 se apagaron definitivamente hasta el momento sin explicación oficial alguna.

### España
En España, el servicio de radiodifusión sonora digital terrestre tiene asignado las siguientes bandas de frecuencias:
- 195 a 216 MHz (bloque 8A a 10D)
- 216 a 223 MHz (bloques 11A a 11D)

Estos bloques de frecuencias han sido divididos por la autoridad en diferentes redes que dan origen a los 3 multiplexores de ámbito nacional existentes.

#### Oferta
Hay tres múltiplex de ámbito estatal y seis programas por múltiplex, dos de ellos con posibilidad de desconexión provincial.
Red FU-E (Frecuencia Única-España): Permite programas nacionales sin desconexiones territoriales. En este multiplexor se han asignado cuatro de sus seis programas a Radio Nacional de España. Los otros dos programas han salido a concurso público el jueves 30 de marzo de 2000.
FU-E Madrid - canal 11B, Barcelona - canal 11B
- RNE Suspilne Ukraine
- Radio Clásica
- Radio 3
- Radio Exterior de España
- MegaStar FM
- Los 40 Classic

Redes MF-I y MF-II: permiten programas nacionales con la posibilidad de efectuar desconexiones territoriales. En el multiplexor MF-I se han reservados dos programas para RNE. Los otros cuatro programas, más los seis programas del multiplexor MF-II fueron asignados el 10/03/00 por el Ministerio de Fomento a diez concesionarios privados
MF-I Madrid - canal 9D, Barcelona - canal 10A
- Radio 1
- Radio 5
- COPE
- Intereconomía
- Radio Marca
- esRadio con licencia asignada a El Mundo

MF-II Madrid - canal 8A, Barcelona - canal 8A
- Ser Digital
- Onda Cero Radio
- Kiss FM
- Radio María (también en DAB+ desde 01/01/2015)
- Cadena 100
- Melodía FM

Redes autonómicas: existe también un múltiplex regional sin desconexión y otro con desconexión provincial para cada comunidad autónoma, que se denominan genéricamente FU y MF respectivamente y las siglas de cada autonomía (FU-AND, MF-MAD, etc.). El gobierno de cada comunidad autónoma tiene hasta tres programas en cada uno de los múltiplex regionales. Los gobiernos de las comunidades autónomas tienen las competencias de los múltiplex regionales y locales.
Emitía Catalunya Ràdio por el bloque 11D:
- Catalunya Ràdio
- Catalunya Informació
- Catalunya Música
- iCat fm
- Catalunya Digital 1 (música en catalán, artista y título en la pantalla del receptor)
- Catalunya Digital 2 (música variada, artista y título en la pantalla del receptor)

Cesó el múltiplex, por el último repetidor activo, Collserola, el 8 de noviembre de 2008.
Por su parte, Onda Regional de Murcia emite por el bloque 11A, a través de los repetidores de Ricote y Carrascoy, cubriendo gran parte de la Región Murciana.
- Onda Regional de Murcia
- Onda Regional Música

La CRTVG emitió en el dial 11C, cubriendo las grandes ciudades, a través de los repetidores: Pedrouso (Santiago de Compostela), Bailadora-Ares (Ferrol y La Coruña), Domaio (Vigo), Tomba (Pontevedra), Seminario (Orense)
- Radio Galega
- Son Galicia Radio
- Radio Galega Música.

#### Programación
El Mundo Radio fue el intento de crear una radio generalista en DAB e internet, pero que ha terminado en un jukebox con música variada, la mayoría rock con muchos problemas técnicos y baja calidad de sonido. Han cesado las emisiones en internet.
Vocento, con música variada, aunque también incluía música clásica. Utilizaban el programa ZaraRadio para reproducir las locuciones de las horas. Cesó sus emisiones el 15 de marzo de 2013.

#### Cobertura
El Plan Técnico Nacional de la Radio Difusión Sonora Digital establece diferentes fases de introducción del DAB en España. Se cumplió la primera y la segunda fase. Oficialmente se redujo la cobertura del 52% al 20% de la población el 29 de junio de 2011, cubriendo únicamente las áreas metropolitanas de Madrid y Barcelona, si bien esa reducción se efectuó ilegalmente dos semanas antes.
La Resolución de 13 de julio de 2011, de la Secretaría de Estado de Telecomunicaciones y para la Sociedad de la Información, ha publicado el Acuerdo de Consejo de Ministros de 10 de junio de 2011 por el que se aprueba el plan de digitalización del servicio de radiodifusión sonora terrestre.
Se han concedido licencias digitales de carácter autonómico, pero ya han cesado la emisión en Cataluña.

### Estados Unidos
Mientras el sistema Eureka 147 ha emergido como claramente superior en laboratorio y en las pruebas hechas por la CEA (Consumer Electronics Association), la National Association of Broadcasters se opone a la adopción de Eureka 147 en EE. UU. La oposición está basada en la falta de nuevo espectro; desgana de tener que compartir un multiplex entre varios operadores y preocupación porque el DAB puede introducir nueva competencia. EE. UU. ahora ha desarrollado una solución más limitada en ancho de banda (originalmente llamada IBOC, In-band on-channel, pero ahora llamada HD Radio), utilizando las existentes emisoras de AM y FM. Esta tecnología ha sido desarrollada y es propiedad de iBiquity.

### México
Hace algunos años, durante la expansión internacional del DAB, algunos experimentos de radio terrestre y por satélite tuvieron lugar en la banda L. Concretamente, fue en el 7 de octubre de 2003 en el marco de los trabajos de la XLV Semana Nacional de Radio y Televisión, cuando el arquitecto Pedro Cerisola y Webber, titular de la Secretaría de Comunicaciones y Transportes, entregó un permiso para probar la HD Radio y el DAB a la concesionaria de la estación radiodifusora comercial XHFAJ-FM de la Ciudad de México, fue ésta concesionaria la que la solicitó con el apoyo de la CIRT. En el caso del DAB, el distintivo de llamada asignado fue XHEURK-RD, la P.R.A. de 3,171 kW (o 1,553 kW o 183 vatios, según otras fuentes) y la frecuencia autorizada fue el bloque LJ (o LC, según otras fuentas), en el cual se incluyeron las señales de audio de 5 emisoras: Radio Red FM (XHRED-FM), Alfa Radio (XHFAJ-FM), Stereo Joya (XEJP-FM), 97 7 (XERC-FM) y La Z (XEQR-FM). El permiso fue otorgado por un período de 8 meses que comprende del 6 de octubre de 2003 al 5 de junio de 2004.
Actualmente, la transición digital se ha ido concentrando en estos dos sistemas: la HD Radio (que permite que en un mismo ancho de banda se transmitan simultáneamente una señal analógica y una señal digital sin necesidad de un ancho de banda adicional) y el DAB (que sí se requiere ancho de banda adicional, aunque ofrece mucho más capacidades de transmisión de datos que la HD Radio).
La COFETEL decidió que para la Frontera Norte del país se autorizara el uso experimental y voluntario del sistema HD Radio, fundamentalmente porque los Estados Unidos definió ya que este estándar sea su sistema nacional y ha empezado una transición digital en esa nación que tiene un impacto en los radiodifusores del norte de México.

### Panamá
El 12 de mayo de 2009, Panamá adoptó los estándares digitales para los servicios de radio. Se consideró la HD Radio, el DAB (Eureka 147) y el DRM (Digital Radio Mondiale) pero fue la Comisión Técnica de Radiodifusión Digital la que realizó estudios, análisis y pruebas relacionadas con los aspectos técnicos, sociales, económicos y regulatorios de los estándares existentes en el mercado, con el objetivo de promover y proteger la inversión privada en el sector, la competencia leal y libre entre los concesionarios y mejorar la calidad de cada uno de estos servicios. 
Finalmente, se adoptó la HD Radio para la radio digital, a pesar de ser un sistema propietario, propiedad de iBiquity Corporation, una empresa de los Estados Unidos de América.
Actualmente hay dos estaciones transmitiendo en HD Radio, la primera en todo el país en la capital es Antena 8 100.1 MHz y la segunda en todo el país, primera en el interior provincia Herrera distrito Chitre Radio Reforma 102.9 FM no hay más porque los costos son elevados y no hay receptores HD en el mercado local.